# Mitsuo Ogasawara
Mitsuo Ogasawara (n. 5 aprilie 1979) este un fotbalist japonez.

## Statistici
| Japonia | Japonia | Japonia |
| An      | Meciuri | Goluri  |
| ------- | ------- | ------- |
| 2002    | 8       | 0       |
| 2003    | 8       | 0       |
| 2004    | 12      | 2       |
| 2005    | 15      | 4       |
| 2006    | 10      | 1       |
| 2007    | 0       | 0       |
| 2008    | 0       | 0       |
| 2009    | 0       | 0       |
| 2010    | 2       | 0       |
| Total   | 55      | 7       |